# Oskar Rönningberg
Oskar Rönningberg (* 2. April 1986 in Lund) ist ein ehemaliger schwedischer Fußballspieler. Verletzungsbedingt musste der zweifache schwedische Nationalspieler bereits im Alter von 22 Jahren seine Karriere beenden, später übernahm er bei Helsingborgs IF einen Vorstandsposten.

## Werdegang
Rönningberg begann mit dem Fußballspielen bei Torns IF in Stångby bei Lund. 2001 wechselte der Innenverteidiger in die Jugendabteilung von Helsingborgs IF und im selben Jahr debütierte der Abwehrspieler für die schwedische U-15-Auswahlmannschaft, für die er in allen vier Partien des Jahres zum Einsatz kam. Auch in den folgenden Jahren hielt er sich in den von Hans Lindbom betreuten schwedischen Nachwuchsauswahlen. Im September 2004 wurde seine Karriere von einem Kreuzbandriss unterbrochen, den er sich bei einem Nachwuchsländerspiel gegen die finnische U-18-Auswahl zugezogen hatte.
Am 2. Mai 2006 debütierte Rönningberg  für Helsingborgs IF beim 4:0-Heimsieg in der Abwehr an der Seite von Andreas Granqvist in der Allsvenskan. Im Sommer konnte er sich kurzzeitig einen Stammplatz erspielen und kam in seiner Debütsaison insgesamt in elf Ligaspielen zum Einsatz. Beim Pokalsieg des Klubs im November des Jahres gehörte er zum Kader, kam aber beim 2:0-Sieg über Gefle IF nicht zum Einsatz. Drei Tage nach dem Finale debütierte er zudem an der Seite von Mattias Bjärsmyr bei der 2:4-Niederlage gegen die französische U-21-Auswahl in der Innenverteidigung der schwedischen U-21-Auswahl.
In der Spielzeit 2007 kam er zu elf weiteren Einsätzen in der Allsvenskan und gehörte weiterhin dem U-21-Kader an, bestritt aber nur ein weiteres Auswahlspiel. Im Januar 2008 berief ihn Nationaltrainer Lars Lagerbäck anlässlich einer Amerikatour in den Kader der A-Nationalmannschaft. Am 13. Januar kam er beim 1:0-Erfolg über die costa-ricanische Nationalelf durch ein Tor von Samuel Holmén zu seinem Debüt in der Landesauswahl, als er in der 68. Spielminute für Behrang Safari eingewechselt wurde. Bei der 0:2-Niederlage gegen die US-Nationalmannschaft sechs Tage später stand er in der Startformation.
Anschließend flog Rönningberg mit Helsingborgs IF zum Trainingslager nach Spanien. Bei einem  Trainingsspiel am 30. Januar in La Manga del Mar Menor gegen Brann Bergen zog er sich eine Verletzung am Knie zu, die als Meniskusschaden diagnostiziert wurde. Im März nahm er an einem weiteren Trainingslager des Klubs in der Türkei teil. Am 15. März verletzte er sich erneut am Knie. Dieses Mal war die Verletzung ein Kreuzbandriss und ein Ausfall für die gesamte Spielzeit wurde prognostiziert. Am 15. September des Jahres entschied sich Rönningberg schließlich, seine Karriere zu beenden und eine Laufbahn als Jurist anzustreben.
Nach einem Engagement bei der Modern Times Group ging er 2015 zu IKEA. Im März 2017 wurde er parallel in den Vorstand seines ehemaligen Klubs Helsingborgs IF berufen.